# مايكل نان
مايكل نان (بالإنجليزية: Michael Nunn)‏ مواليد 14 أبريل 1963 في آيوا، الولايات المتحدة، هو ملاكم أمريكي يصنف ضمن فئة وزن خفيف الثقيل. حقق بطولة رابطة الملاكمة العالمية وبطولة الاتحاد الدولي للملاكمة.

## إحصائيات
خاض خلال مسيرته 62 نزالا، فاز في 58 وخسر في 4. فاز بالضربة القاضية في 37 نزالا.

## روابط خارجية
- مايكل نان على موقع بوكس ريك (الإنجليزية) (registration required)